# دانشگاه صنعتی بیرجند
دانشگاه صنعتی بیرجند به عنوان تنها دانشگاه صنعتی شرق کشور(به انگلیسی: Birjand University of Technology)  در سال ۱۳۷۵ هجری شمسی تحت عنوان دانشگاه صنایع و معادن بیرجند(Birjand University of Industrial and Mines)  و زیر نظر دانشگاه صنایع و معادن ایران(Iran University of Industrial And Mines) تأسیس گردید و اقدام به پذیرش دانشجو در رشته‌های حفاری اکتشافی(Exploratory Drilling)، فراوری مواد معدنی(Mineral Processing)، نقشه‌کشی صنعتی(Industrial Drawing)، اکتشاف معدن(Mining Exploration)، استخراج معدن(Mining Extraction)، نرم‌افزار رایانه(Computer Program)، نرم‌افزار سیستم(System Program) و مهندسی تکنولوژی ساخت و تولید ماشین ابزار(Technology Engineering for the Manufacture and Production of Tools) اشاره نمود.
با پیگیری نخستین استاندار خراسان جنوبی، ابراهیم رضایی بابادی و موافقت وزارت علوم،تحقیقات وفناوری  در بهمن ماه ۱۳۸۳ موافقت‌نامه تأسیس دانشگاه صنعتی بیرجند به عنوان آخرین مصوبه هیئت دولت دوم خاتمی برای استان خراسان جنوبی اخذ شد تا تنها دانشگاه صنعتی شرق کشور در بیرجند پایه‌گذاری گردد.
دانشگاه صنعتی بیرجند با دستور مستقیم رئیس جمهور وقت دکتر محمود احمدی نژاد، با انتقال کلیه ساختمان‌ها و تأسیسات از دانشگاه صنایع و معادن ایران مرکز بیرجند به دانشگاه صنعتی بیرجند در تاریخ ۱ مهر ۱۳۸۶ تأسیس این دانشگاه اجرایی گردید.
از اهداف ایجاد این دانشگاه توسعه آموزش عالی و تحقق بخشیدن به آموزش و پژوهش و تربیت نیروهای انسانی برای بخش‌های صنعتی منطقه، جذب افراد مستعد، پاسخگویی به نیازهای پژوهشی بخش صنایع و بهره‌گیری از توانایی‌های علمی، تحقیقاتی و امکانات موجود در بخش صنایع می‌باشد.

## رؤسا
| ردیف | نام                          | مدت فعالیت                   |
| ---- | ---------------------------- | ---------------------------- |
| ۱    | احمد امیرآبادی‌زاده           | ۱۳۸۶ تا اسفند ۱۳۹۲           |
| ۲    | خلیل خلیلی                   | اسفند ۱۳۹۲ تا بهمن ۱۳۹۳      |
| ۳    | ناصر مهرشاد (دکتری برق)      | بهمن ۱۳۹۳ تا شهریور ۱۳۹۷     |
| ۴    | سید حجت هاشمی (دکتری مکانیک) | ۲۱ شهریور ۱۳۹۷ تا اسفند ۱۴۰۰ |
| ۵    | دکتر عباسعلی رضاپور          | ۳ اسفند ۱۴۰۰ تاکنون          |

## رشته‌های آموزشی
- مهندسی مکانیک    (وبگاه گروه)
- مهندسی معدن
- مهندسی عمران
- مهندسی کامپیوتر (نرم‌افزار)
- مهندسی کامپیوتر (فناوری اطلاعات)
- علوم کامپیوتر
- مهندسی صنایع
- مهندسی شیمی
- مهندسی مواد و متالورژی
- کارشناسی علوم مهندسی
- مهندسی پلیمر
- مهندسی انرژی
- کارشناسی ارشد مهندسی معدن
- کارشناسی ارشد مهندسی مکانیک - گرایش ساخت و تولید     (وبگاه گروه)

## وضعیت در آمارهای دانشگاه

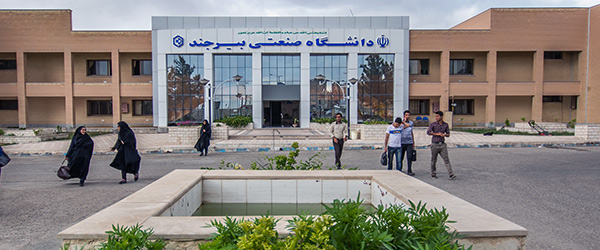
نمای ورودی دانشگاه صنعتی بیرجند

| شاخص                                  | آمار                                       |
| ------------------------------------- | ------------------------------------------ |
| تعداد هیئت‌علمی تمام‌وقت                | ۴۸                                         |
| نسبت استاد هیئت‌علمی به دانشجو         | ۱ به ۳۵                                    |
| تعداد حق‌التدریس                       | نامشخص                                     |
| درصد کلاس‌های تدریسی حق‌التدریس‌ها       | نامشخص                                     |
| تعداد کارمندان                        | ۶۸                                         |
| تعداد دانش‌آموخته                      | ۱۵۸۰                                       |
| تعداد دانش‌جویان جاری                  | 2500                                       |
| درصد شغل در رشتهٔ تحصیلی مرتبط         | نامشخص                                     |
| منابع کتابخانه‌ای                      | ۱۰٬۰۰۰ جلد، ۴۶۰۰ عنوان                     |
| رتبه دانشجویان در آزمون کارشناسی ارشد | ۲                                          |
| سرانه و جایگاه امکانات ورزشی          | ۴٬۵۰۰ مترمربع                              |
| سرانه فضای سبز دانشگاه                | ۲٬۵۰۰ مترمربع                              |
| دانشجویان پذیرش شده به خارج از کشور   | 1 نفر (سال 2014 - دانشگاه پرینستون امریکا) |

## نگارخانه

دانشگاه از نگاه تصویر
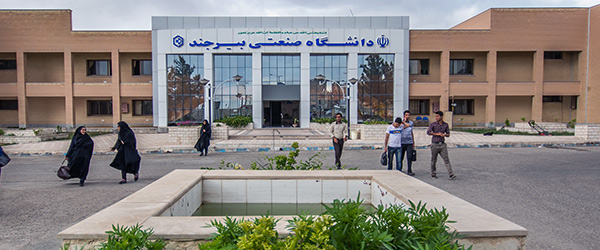
نمای ورودی دانشگاه
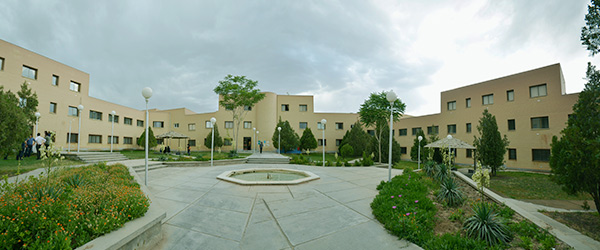
محیط دانشگاه
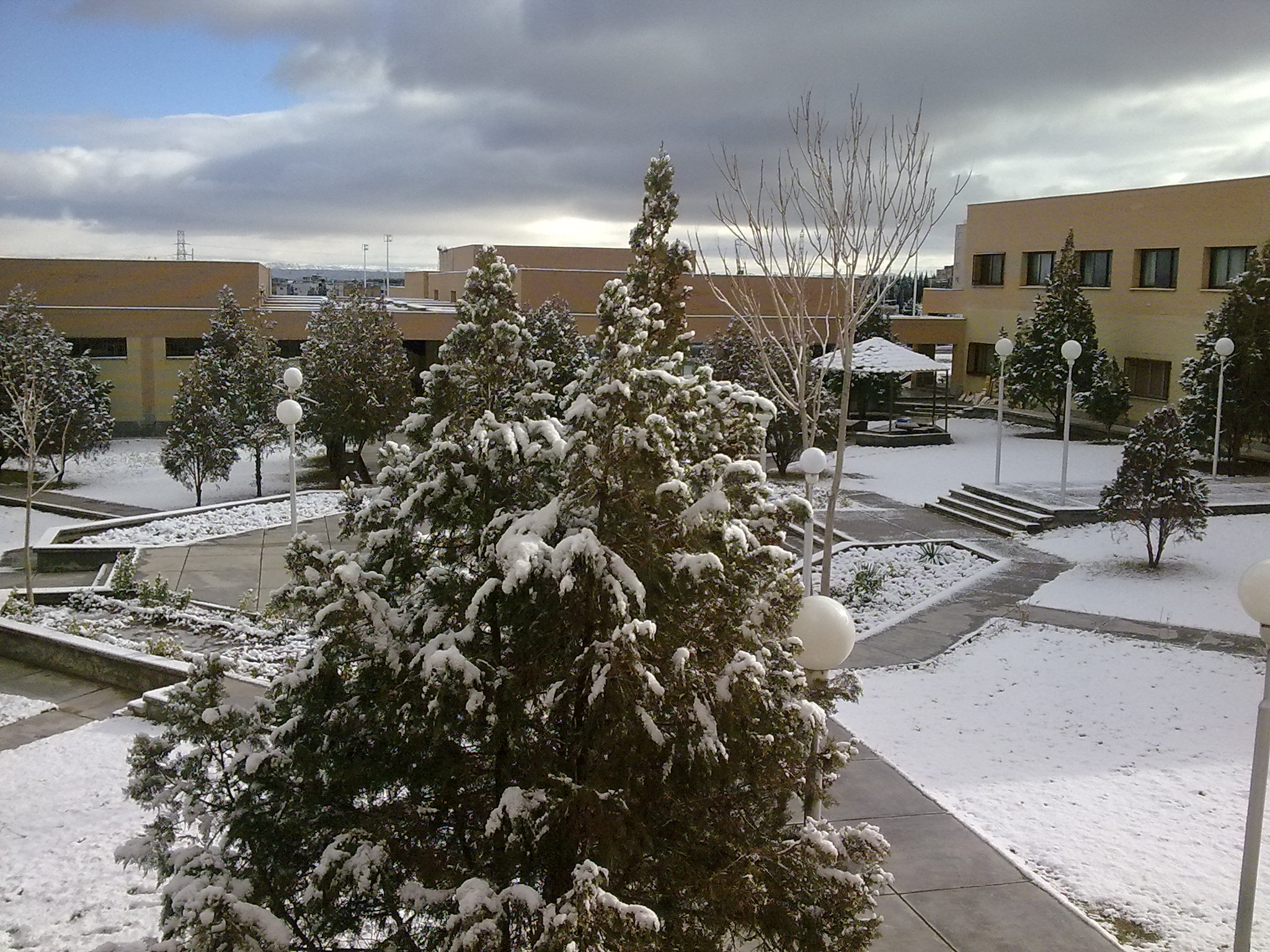
محیط دانشگاه
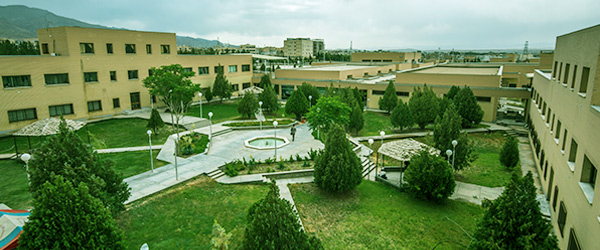
نمای دانشگاه